# Albert Duncanson
Albert Gordon „Bert, Spunk” Duncanson (Winnipeg, Manitoba,  Kanada, 1911. október 2. – Cowansville, Québec, 2000. március 24.) olimpiai bajnok kanadai jégkorongozó.
A Winnipeg Hockey Club játékosa volt. Ennek köszönhetően képviselhették Kanadát az 1932. évi téli olimpiai játékokon, a jégkorongtornán, Lake Placidban, mint a kanadai jégkorong-válogatott. De ő nem alapjátékos volt, hanem az olimpia előtt került a csapatba, Az Elmwood Millionairesből. Ezzel a csapattal 1931-ben megnyerte a Manitoba Junior Hockey League-bajnokságot, a Turnball-kupát, az Abbott-kupát és a Memorial-kupát.
Az olimpián csak négy csapat indult. Oda-visszavágós rendszer volt. Az amerikaiakat legyőzték 2–1-re, majd 2–2-es döntetlent játszottak. A németeket 5–0-ra és 4–1-re győzték le, végül a lengyeleket 10–0-ra és 9–0-ra verték. Ez az olimpia világbajnokságnak is számított, ezért világbajnokok is lettek. Csak a németek ellen 5–0-ra megnyert mérkőzésen játszott és 1 gólt ütött.
Beválasztották a Manitoba Hockey Hall of Fame-be.